# Xiphister atropurpureus
Xiphister atropurpureus és una espècie de peix de la família dels estiquèids i de l'ordre dels perciformes.

## Descripció
- Fa 30,5 cm de llargària màxima i és de color marró vermellós fosc a negre amb el cap prou clar com per mostrar-hi 3 bandes que irradien de cada ull.
- 65-73 espines i cap radi tou a l'aleta dorsal.
- Cap espina i 40-52 radis tous a l'aleta anal.
- Aleta caudal arrodonida.[8][9][10]

## Reproducció
És ovípar i els ous són dipositats en diversos grups, els quals són custodiats pel mascle.

## Hàbitat i distribució geogràfica
És un peix marí i demersal (entre 8 i 12 m de fondària), el qual viu al Pacífic oriental: les àrees rocalloses i amb grava des de l'illa Kodiak (Alaska, els Estats Units) fins al nord de Baixa Califòrnia (Mèxic), incloent-hi la costa pacífica del Canadà (la Colúmbia Britànica). Els joves i adults habiten en zones de marees fins a 8 m de profunditat (tot i que exemplars de fins a 2 cm han estat observats en aigües superficials) i pot romandre fora de l'aigua (entre 10 i 23 hores si es manté humit sota les roques o entre algues) ja que respira aire.

## Observacions
És inofensiu per als humans.